# Hongkong japán megszállása
Hongkong japán megszállás (香港日據時期) alá azután került, hogy a terület kormányzója, Sir Mark Young átengedte a Brit Korona hongkongi gyarmatait Japánnak 1941. december 25-én. Az átadás előtt a japán hadsereggel 18 napon keresztül folytak a küzdelmek, míg végül az ellenség megszállta a területet. A megszállás 3 év és 8 hónapig tartott, miután Japán kapitulált a második világháború végén. Ennek az időszaknak a hossza (三年零八個月) később a megszállás metonímiája lett.

## Háttér

### Japán Birodalom kínai inváziója
A Japán Birodalmi Hadsereg 1937-es Kína elleni teljes körű inváziójában, Hongkong a Brit Birodalom részeként nem volt támadás alatt. Mindazonáltal Kína közelsége befolyásolta a helyzetét. 1939 márciusában Sencsen bombázása során, néhány bomba véletlenül Hongkong területére zuhant, megsemmisítve ezzel egy hidat és egy vasútállomást.

### Második világháború
1936-ban Németország és Japán aláírták az Antikomintern paktumot. 1937-ben a fasiszta Olaszország is csatlakozott hozzá, megalakítva ezzel azt a szövetséget, amelyet Tengelyhatalmakként ismerünk.
1941 őszén a náci Németország katonai ereje az egekben volt. Lengyelország megszállása és Franciaország elesése után a német erők Moszkva felé masíroztak. Habár még hivatalosan semleges volt, az Egyesült Államok aktívan támogatta Nagy-Britanniát, a Brit Nemzetközösséget és a Szovjetuniót Németországgal szemben a Kölcsönbérleti törvény értelmében.
Az Egyesült Államok támogatta még Kínát is a Japán megszállás elleni háborúban. 100%-os olajembargót szabott ki Japánra, miután a kevésbé agresszív gazdasági szankciók nem tudták fékezni az előrenyomulását. 1941. december 7-én Japán hirtelen széleskörű támadást indított a Csendes-óceán és Délkelet-Ázsia mentén. Megtámadták Amerika haditengerészeti bázisát, Pearl Harbort, az amerikai uralom alatt álló Fülöp-szigeteket, betörtek Thaiföldre és Malájföldre is.

### Hongkongi csata
A csendes-óceáni hadjáratok résztvevőjeként, a Japán Birodalom 1941. december 8-ára virradó reggel támadást indított Hongkong ellen. A Hongkongi Önkéntes Védelmi Erők által támogatott brit, kanadai és indiai katonák megpróbáltak ellenállni a gyorsan előrenyomuló Japán birodalmi seregnek, de túl nagy számfölényben voltak. Miután lerohanták az Új területeket és Kaulungot, december 18-án áthaladtak a Victoria Harbouron. A hongkongi szigeten folytatott heves ütközet során az egyetlen víztározó elveszett. A kanadai Winnipeg Grenadiers gyalogos csapat a kulcsfontosságú Vong Nai Csung szorosnál harcolt, amely biztosította az áthaladást Victoria, Hongkong és a sziget eldugott déli részei között. Végül 1941. december 25-én vereséget szenvedett Brit gyarmati tisztviselők, Hongkong kormányzója, Mark Aitchison Young vezetésével megadták magukat a japán főhadiszálláson. A helyiek számára ez a nap úgy ivódott be, mint a „Fekete Karácsony”.
Hongkong kapitulációját 26-án írták alá a Peninsula Hotelben. 1942. február 20-án Iszogai Renszuke tábornok lett Hongkong első japán kormányzója. Közvetlenül a britek megadása előtt, részeg japán katonák betörtek a St. Stephen's Főiskolába, ami akkor kórházként működött. A japán katonák szembekerültek két önkéntes orvossal, s mikor azok nem akarták beengedni őket, mindkettőjüket lelőtték. Ezután berontottak az osztályokra és rátámadtak személyzetre és az összes sebesült katonára. A túlélőket és a nővéreket két emelettel feljebb bebörtönözték. Később, a japán csapatok második hulláma érkezett. Két kanadait kihurcoltak a szobából, kint pedig megölték majd feldarabolták őket. A nővérek közül sokakat vittek el csoportos nemi erőszakra, akiket később szintén feldarabolva találtak meg. Ez volt az úgynevezett „St. Stephen's főiskolai incidens”. Ez volt a majdnem 4 éves japán adminisztráció nyitánya.

## Politika
A megszállás alatt Hongkong lakosságát szigorú őrizet alá vonták és statáriumot léptettek életbe. Iszogai Renszuke tábornok vezetésével, a japán hadsereg a kaulungi Peninsula Hotelben alakította ki az adminisztrációt és a parancsnokságot. A katonai kormány, amely a politikai, polgári, gazdasági, igazságügyi és haditengerészeti osztályokból állt, szigorú szabályozást vezetett be, létrehozta a végrehajtóhatalmat annak érdekében, hogy teljes hatalommal rendelkezhessenek a hongkongi lakosok fölött. Továbbá saját kínai ill. eurázsiai vezetőiket ültették bábként a Kínai Képviselői Tanács és a Kínai Szövetkezeti Tanács székeibe. 7000 brit katonát és civilt tartottak fogva olyan internáló táborokban, mint például a Sam Suj Po Fogolytábor és a Stanley Internálótábor. Gyakori volt az éhínség, az alultápláltság és a különböző betegségek terjedése. A legsúlyosabb helyzet 1945-ben volt a Stanley Internálótáborban. Sőt, a Japán Katonai Kormány blokád alá vonta a Victoria Harbourt és ellenőriztette a raktárakat.

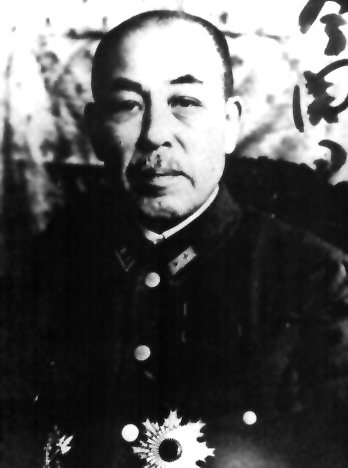
Iszogai Renszuke

1942. január elején a hongkongi rendőrség korábbi tagjait, beleértve az indiaiakat és kínaiakat, átsorozták a Kempeitai nevű rendőrségi szervezetbe. A rendőrség rutinszerűen hajtott végre kivégzéseket a kaulungi King's Parkban. A Japán Birodalmi csendőrség hatalma alá vonta az összes rendőrséget és újjászervezve öt részre osztotta fel őket, nevezetesen a Kelet-hongkongi, Nyugat-hongkongi, kaulungi, az Új területekei és a Vizi rendőrségre. Központja a korábbi Legfelső Bíróság épületében volt. A hongkongi rendőrség a japán kormány szervezése és irányítása alatt állt. Japán szakemberek és ügyintézők főként a Kormányhivatalban és különböző irodákban dolgoztak. A kínai és eurázsiai vezetőkből két tanácsot szerveztek meg a kínai nép irányítása érdekében.

## Gazdaság
Gazdaság szempontjából minden kereskedelmi tevékenységet szigorúan őriztek, a gyárak többségének vezetését japánok vették át. Miután megfosztották a tulajdonosokat, a megszállóerők kivonták a hongkongi dollárt és bevezették a japán katonai jent. 1942-ben egy japán katonai jen kettő hongkongi dollárt ért. Később, 1942 júliusában egy jen négy hongkongi dollárrá értékelődött, ami azt jelentette, hogy a lakosok kevesebb japán katonai bankóra tudták átváltani pénzüket. Miközben Hongkong polgárai a kierőszakolt átváltás miatt elszegényedtek, a császári japán kormány eladta a hongkongi dollárt, hogy segítse a háborús gazdaság finanszírozását. 1943 júniusára a jen lett az egyetlen hivatalos fizetőeszköz. Az árucikkek árát is jenben kellett jelölni. A hiperinfláció aztán felborította a gazdaságot, ami közvetlenül érintette a hongkongi állampolgárokat. A császári japán jen háború után szinte teljesen értéktelenné vált.

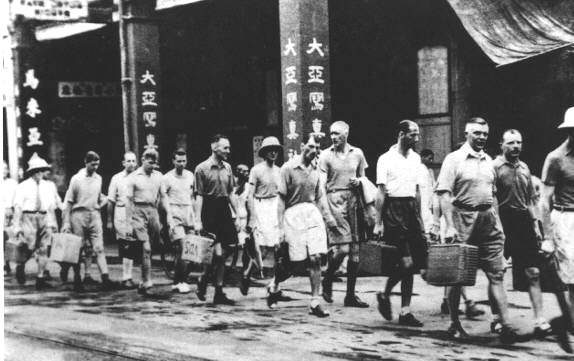
A japán katonák letartóztatták a nyugati bankárokat és egy kínai szállodában tartották őket.

A tömegközlekedés és a segédprogramok kudarcot vallottak az üzemanyaghiány és az amerikai légicsapások növekedése miatt. Több tízezer ember hajléktalanná és tehetetlenné vált, közülük sokakat hajógyárakban és építkezéseken foglalkoztattak. Ami a mezőgazdaságot illeti, a japánok elfoglalták a fanlingi versenypálya és a Kam Tin leszállópálya területét a rizstermesztő kísérleteikhez.
A Japán császári befolyás fellendítésére újra megnyílt két japán bank, a Yokohama Specie Bank és a Tajvan Bank. Ez a két bank felváltotta a Hongkong és Sanghaj Bankvállalatot és a bankjegyek kibocsátásáért felelős két másik brit bankot. Ezután felszámolták a Szövetségesek bankjait. Brit, amerikai és holland bankárok kénytelen voltak egy kis szállodában élni, míg néhány bankárt, akiket a japánok ellenségeiknek tekintettek, kivégeztek. 1942 májusában a Japán császári társaságokat arra ösztönözték, hogy magasabbra törjenek. 1942 októberében egy japán cégekből álló hongkongi kereskedelmi testületet hoztak létre a tengerentúli kereskedelem manipulálásához.

## Közösségi élet, szociális szolgáltatások és a közegészségügy

### Élet a rettegésben

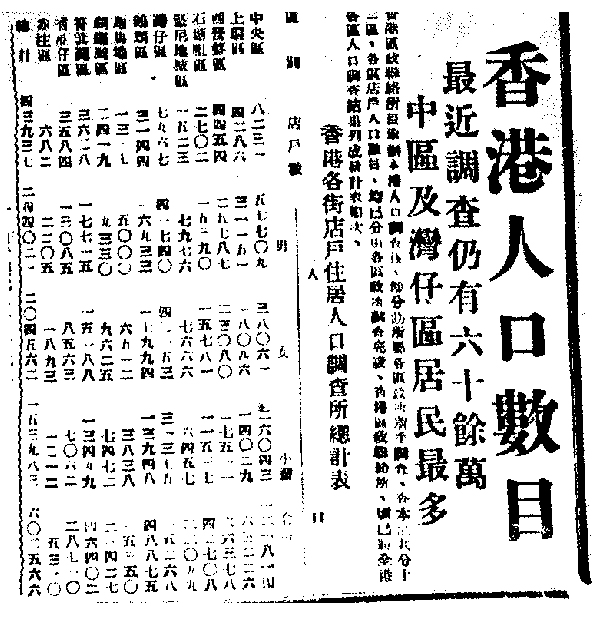

A japánok a megszállás időszakában az élelmiszerhiány és a Szövetségesek lehetséges ellentámadása miatt a hazatelepítési politikára kényszerültek. Ennek eredményeként munkanélkülieket deportáltak Kínába, ezáltal Hongkong lakossága az 1941-es 1,6 millió főhöz képest 1945-re 600 000-re csökkent. Ráadásul, a japánok újjászervezték mind a közigazgatást, mind a magánlétesítményeket a saját érdekeik szerint. Például a Kai Tak repülőtér bővítése érdekében a japánok lerombolták Szung Wong Toi emlékművet. Egyes nagy tekintélyű iskolákat, mint a Diocesan Boys' School, a Central British School, az anglikán St. Paul's Girls' College, a La Salle College és a Wah Yan College, amelyik egyike a két jezsuita iskolának Hongkongban, a japánok katonai kórházakként használtak. Az a pletyka is terjedt, hogy a Diocesan Boys' Schoolban hajtották végre a kivégzéseket.
Az emberek élete igen kemény volt a japán szabályozás alatt. Az élelmiszerellátás romlása miatt japánok korlátozták az olyan szükségletek, mint a rizs, az olaj, a liszt, a só és cukor fogyasztását. Minden családnak meg volt szabva, hogy egy nap mennyit vásárolhatott, átlagban, napi 240 g rizst. Rengeteg ember halt éhen. A korlátozást 1944-ben törölték el.
Szemtanúk beszámolói alapján, a japánok rengeteget bántalmazták a helyi kínai lakosokat és erőszakoltak meg kínai nőket. A három és fél éves megszállás alatt, kb. 10,000 hongkongi civilt végeztek ki, míg másokat kínoztak, megerőszakoltak vagy feldaraboltak.

### Jótékonysági és szociális szolgáltatások
A megszállás alatt, az emberek számára a kórházak csak korlátozottan voltak elérhetők. A Kaulung Kórházat és a Queen Mary Kórházat a japán hadsereg foglalta el. A pénz- és gyógyszerhiány ellenére a Tung Wah és a Kwong Wah kórház továbbra is nyújtott szociális szolgáltatásokat, de csak korlátozott mértékben. Ezek közé tartozott az élelmiszer-, gyógyszer-, ruházati és temetkezési szolgáltatás. Bár a forrásaikat biztosították, még mindig küzdöttek pénzügyi nehézségekkel. A bérleti díjak elmulasztása és a javítási költségek arra sarkallták őket, hogy olyan adománygyűjtő tevékenységeket támogassanak, mint a zenei előadások és a drámák.
A Tung Wah kórház és a Po Leung Kuk jótékonysági szervezet továbbra is segítséget nyújtott, miközben a kínai elit tagjai is jelentős adományokat küldtek. A Po Leung Kuk árvákat is befogadott, de a megszállás alatt szembesülnie kellett pénzügyi problémáival, mivel a japán irányítás alatt nem tudták felvenni a bankbetéteiket. A segítségnyújtás csak Aw Boon Haw, a Po Leung Kuk hosszú távú finanszírozója adományaival tudott tovább működni.

### Egészségügy
Nagyon kevés közkórház volt a japán megszállás alatt, mivel a legtöbbet kénytelenek voltak katonai kórházakká átalakítani. A Tung Wah kórház és a Kwong Wah kórház korlátozottan, de továbbra is segítséget kínált a rászorulók számára. 1943 júniusában a víz, a gáz és a villamos energia kezelése szintén japán privát kézbe került.

## Oktatás, sajtó és propaganda
Az iskola, a média és a propaganda egyéb más eszközeivel próbálták a japánok befolyásolni a hongkongi embereket, hogy egy erősebb igazgatási rendszert alakíthassanak ki.

### Japán oktatás

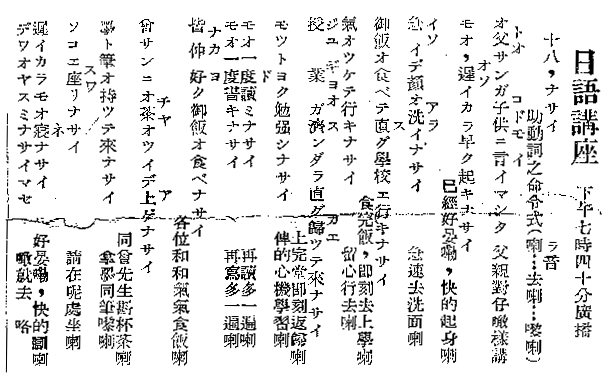
Egy rádióprogram japán nyelvtanítása

Meggyőződésük szerint az oktatás komoly szerepet játszott abban, hogy be tudják fogadni a japán befolyást. A japán nyelv tanulása kötelező volt és azok a diákok, akik a japán vizsgákon nem teljesítettek jól, büntetésben részesültek. Egy beszámoló szerint, az angolt sem osztályteremben, sem máshol nem lehetett tanítani. Épült néhány magán japán nyelvű iskola, hogy segítse a japán beszédbeli használatát. A Katonai Hivatal vezette a tanárképző tanfolyamot és azok a tanárok, akik nem teljesítették a japán benchmark tesztet, három hónapos képzésre lettek elküldve. A kormány próbálta megismertetni a hongkongi diákokkal a japán hagyományokat és szokásokat az iskolai japán órákon keresztül. Híres történelmi történetek is, mint Mori Motonari „Szanbon no ja” (Három nyíl) és „Hszüfu (徐福) hajóútja Japánba" is belekerültek a tankönyvekbe. Ennek az oktatási rendszernek az elsődleges célja az volt, hogy a helyi lakosság fölött megszerezze az irányítást, valamint az, hogy Nagy-kelet-ázsiai Közös Felvirágzás Övezetet (大東亜共栄圏, Dai Tóa Kjóeiken) megteremtse. Ezért törekedtek arra, hogy a hongkongiak minél előbb elsajátítsák a japán nyelvet.

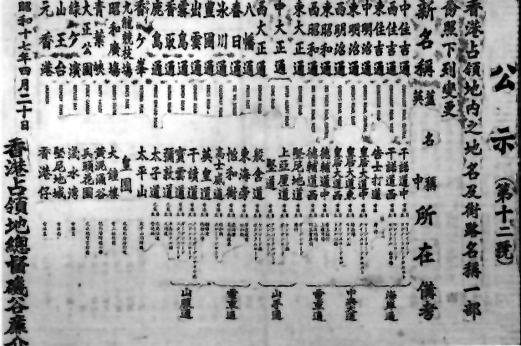
Az utak japán átnevezése

Másrészről 1943-ra csak egy hivatalos nyelviskola, a Bougok School biztosított a japánok számára kantoni nyelvi kurzusokat Hongkongban. A Bougok School oktatója szerint a kantoni nyelv tanítása nehéz, mert a nyelvtanban nincs rendszer és a kiejtés is függ az alkalomtól így sokkal könnyebb a kantoni embernek a japánt megtanulni, mint egy japánnak kantonit.

### Propaganda
A japánok támogattak egy angol-japán kétnyelvű rendszert, mint egy kommunikációs kapcsolatot a helyi lakosok és a megszállók között. Az angol üzletek feliratait eltávolították és 1942 áprilisában a központi utcák és épületek neveit japánra nevezték át. Például a Queen's Road Central Meidzsi-dori, a Des Voeux Road pedig Sóva-dori lett. Hasonlóan, a Gloucester Hotelt Macubarára, a Peninsula Hotelt Macumotora, a Lane Crawfordot Macuzakajára, nevezték át. A Queen’s Theatre először Nakadzsima-dori, aztán Meidzsi lett. Propagandájuk a japán életmód, a japán szellemi értékek kiemelésére és a nyugati materializmus zűrzavarára is rámutatott.

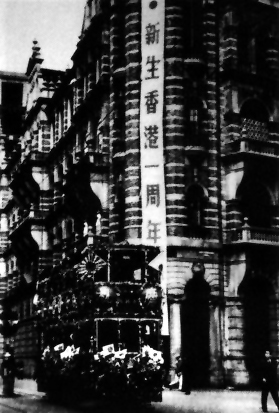
„Új Hongkong" ünneplése a japán megszállás után

A megszállás alatt az épületeket 1944-ben egy japán mérnök, Fudzsimura Siecsi tervei alapján nagyrészt rekonstruálták, beleértve egy japán stílusú tornyot is, amely még ma is áll. Nagyon sok grúz építészeti elemet eltávolítottak ebben az időszakban. A tetők továbbra is a japán hatást tükrözték.
A japán fesztiválok, állami alkalmak, győzelmek és évfordulók megemlékezése még tovább erősítette Hongkongban a japán befolyást. Például ott volt a Jaszukuri vagyis a szentélyfesztivál, ahol az emberek lerótták a tiszteletüket a halottak előtt. 1943. február 11-én volt a Japán Birodalom napja, amely a Dzsinmu császár imádatára összpontosított.

### Sajtó és szórakozás
A Hong Kong News, egy a háború előtti japán tulajdonban lévő angol újság 1942 januárjában éledt újjá a megszállás idején. A szerkesztő, E.G. Ogura japán volt, és a munkatársi elsősorban kínaiak és portugálok voltak, akik korábban a South China Morning Postnál dolgoztak. Ez az újság a japán propaganda szócsöve lett. Tíz helyi kínai újságból májusra már csak öt maradt. Ezeket az újságokat szigorú cenzúrának vetették alá. A rádiót szintúgy a japán propagandára használták. A szórakozást csak az engedhette meg magának, aki meg tudta fizetni. A mozik csak japán filmeket vetítettek, mint a „The Battle of Hong Kong”, az egyetlen olyan filmet amit a megszállás alatt Hongkongban készítettek. Tanaka Sigeo rendezte és a Dai Nippon Film Company gyártotta, a filmben főként japánok szerepeltek, de néhány hongkongi is részt vett benne. A film a támadás első évfordulóján jelent meg.

## Háborús bűnök
Egy hongkongi újság, az Apple Daily szerint, 1941 decemberében japán katonák egy csoportja megölt tíz Vöröskereszt betegszállítót Vong Nai Csung szakadéknál. Ezek a katonák további öt orvost ejtettek foglyul, egy fához kötötték őket, kettőt közülük elvittek és soha többé nem látták őket. A másik három megpróbált elmenekülni éjszaka, de csak egy tért vissza élve.
Egy amatőr régészekből álló csoport megtalálta a jelvény maradványait. Ez bizonyíték arra, hogy Barclayhez, a Királyi Hadsereg Orvosi Hadtestének kapitányához tartozott. A régészek megmutatták Barclay fiának, Jimnek aki sose találkozott apjával a halála előtt.
Megemlítendő még a St. Stephen’s Főiskolai mészárlási eset és a Mui Woban történt tömeggyilkosság amit a helyiek Silver Mine Bayi (銀礦灣大屠殺) mészárlásnak neveztek el.
A japánok kapitulálása után tizenöt japán katona megölt hetven embert Mui Wo városában. Felgyújtottak három falut és 300 falusit ejtettek fogságba, akik közül sokakat holtan találtak meg.

## Japánellenes megmozdulások

### East River Column

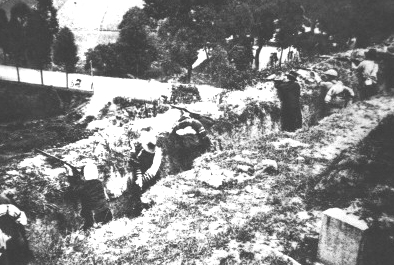
Dongjiang gerillák árkokban harcolnak

Eredetileg, egy 1939-ben Zeng Seng(曾生) által, Kuangtungban alapított csoport, ami elsősorban parasztokból, diákokból és tengerészekből állt. Amikor a háború 1941-ben elérte Hongkongot, a gerillaerő 200-ról több mint 6000 katonára nőtt. 1942 januárjában Kuangtung népe gerillákat hozott létre a keleti folyónál (廣東人民抗日游擊隊東江縱隊), hogy megerősítsék a japánellenes erőket a Dongjiang és a Gyöngy-folyó torkolatánál. A gerillák legjelentősebb hozzájárulása a Szövetségesek számára az volt, hogy megmentettek húsz amerikai pilótát, akik a Kaulungba szálltak le ejtőernyővel, mikor a japánok lelőtték a repülőgépeiket. A brit visszavonulás után a gerillák összeszedték az elhagyott fegyvereket és bázisokat hoztak létre az Új Területeken és Kaulungban. A gerilla hadviselés taktikáját alkalmazva megölték a kínai árulókat és szövetségeseiket. Védték a kereskedőket Kaulungban és Kantonban, Tájpounál megtámadták a rendőri állomást, és bombákat robbantottak a Kai Tak repülőtéren. A japán megszállás idején az egyetlen megerősített ellenállást a kelet-folyó gerillák állították fel.

### Hong Kong Kowloon brigade
A HK Kuangtung Brigád (港九大隊) 1942 januárjában alakult meg a tartomány japánellenes lakóiból. Februárban a Csoi Kwok-Leung (蔡國梁) parancsnok és Csan Tat-Ming (陳達明) politikai népbiztos vezetésével 30 géppuska és több száz rohampuska került hozzájuk, amiket a legyőzött brit hadsereg hagyott maga után. A Szaj Kungban működő csoport létszáma 1942 és 1954 között körülbelül 400-ra növekedett. Emellett figyelemre méltó az, hogy hadifoglyok megmentésében is részt vettek, nevezetesen Sir Lindsay Ride, Sir Douglas Clague, Gordan King professzor és David Bosanque kiszabadításában. 1943 decemberében a kuangtungi csoport magába olvasztotta a keleti folyó gerilláit, egy még nagyobb egység létrehozása érdekében.

### Brit hadsereg segélycsoport
A Brit hadsereg segélycsoport 1942-ben alakult Lindsay Ride ezredes javaslatára. A csoport kiszabadította a szövetséges hadifoglyokat, beleértve lezuhant pilótákat és a Hongkongban ragadt munkásokat. Szintén szerepet játszott az információgyűjtésben. Továbbá a csoport megvédte a Dongjiang folyót is, amely Hongkong vízforrásaként szolgált. Ez volt az első olyan szervezet, amelyben a britek, a kínaiak és más nemzetiségek voltak faji megosztottság nélkül. Francis Lee Jiu-pui és Paul Cuj Ka-cseung tisztekként voltak megbízva.

## A japán megszállás vége

### Japán megadása

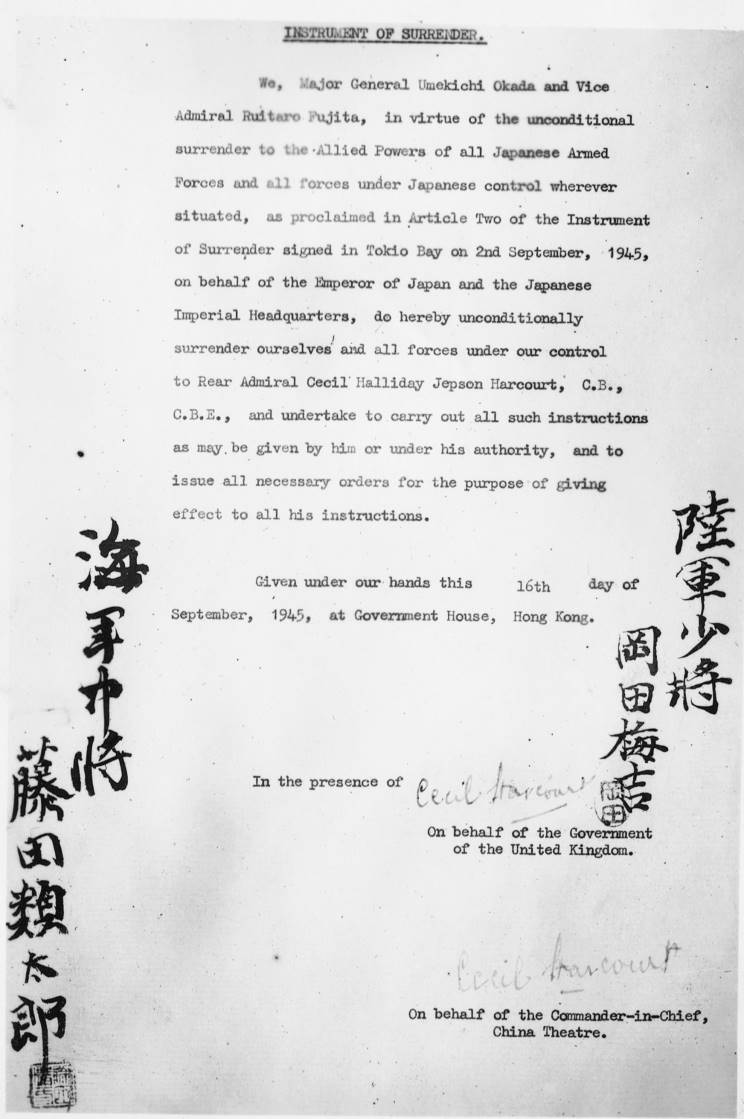
A japán kapitulálást rögzítő dokumentum

A hongkongi megszállás 1945-ben ért véget, azután hogy az Amerikai Egyesült Államok atombombát dobott le Hirosimára augusztus 6-án. Három nappal később Nagaszakira is ledobtak egyet, ugyanazon a napon, amikor a Szovjetunió megkezdte a Japán által megszállt Mandzsúria lerohanását. Ez megbénította az utolsó nagy japán hadsereget Kínában. Japán végül 1945. augusztus 15-én megadta magát. Hongkongot a Japán Birodalmi Hadsereg 1945. augusztus 30-án átadta a Brit Királyi Haditengerészetnek; visszaállították a britek hongkongi ellenőrzését. Augusztus 30-át „Felszabadítás napjának" (重 光 紀念日) nyilvánították, ami 1997-ig nemzeti ünnep volt.
Szakai Takasi tábornokot, aki a hongkongi inváziót vezette, majd a japán megszállás idején általános vezérigazgató volt, háborús bűnösnek nyilvánították és 1946. szeptember 30-án kivégezték.

### Hongkong politikai színtere
Japán kapitulálása felvetette azt a kérdést, hogy kinek kell irányítania Hongkongot. A Kuomintang tagja, Csang Kaj-sek feltételezte, hogy egész Kína ellenőrzése az ő kezébe került. Néhány évvel korábban az amerikai elnök, Franklin Roosevelt ragaszkodott a gyarmatosítás végetvetéséhez, és megígérte Szung Mej-lingnek, hogy Hongkongban visszaáll a kínai ellenőrzés. Azonban a britek gyorsan mozogtak, azért hogy visszanyerjék Hongkong irányítását. Franklin Gimson, Hongkong gyarmati titkára amint meghallotta, hogy Japán megadta magát, elhagyta a hadifogolytábort, és kikiáltotta magát a terület kormányzójaként. Egy kormányhivatalt hoztak létre a Korábbi Francia Küldetés Épületében 1945. szeptember 1-jén Victoriában. Sir Cecil Halliday Jepson Harcourt brit tengernagy Hongkongba hajózott a HMS Swiftsure hajó fedélzetén, azért hogy újra megerősítse a brit kormány irányítását a kolónia fölött. 1945. szeptember 16-án hivatalosan elfogadta a japán átadást Okada Umekicsi dandártábornoktól és Fudzsita Ruitaro helyettes admirálistól a Kormányépületben.

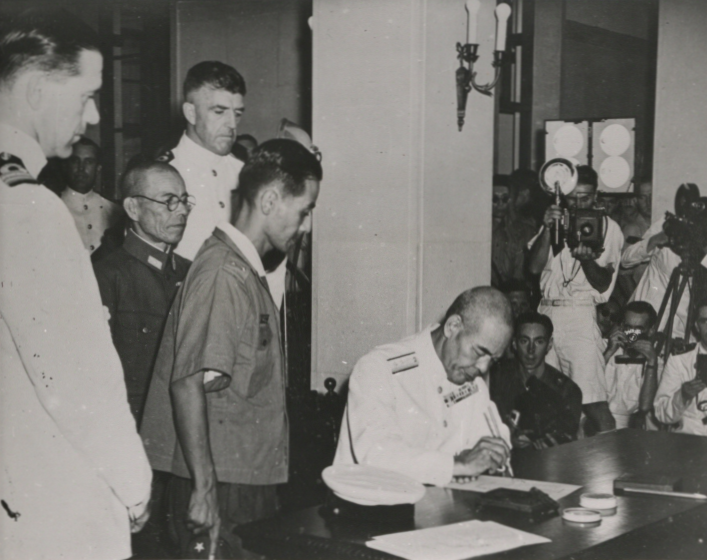
Az átadásról szóló okiratot 1945. szeptember 16-án írták alá Hongkongban

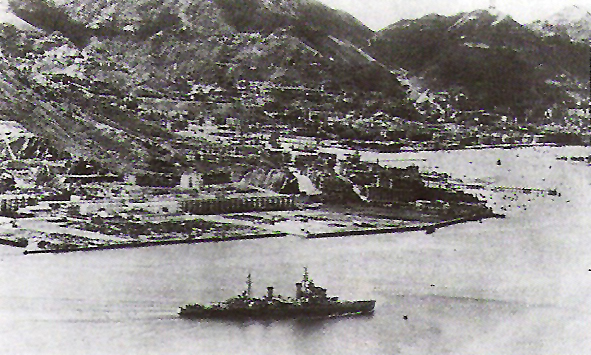
A brit hajó, az HMS Swiftsure, amely 1945. augusztus 30-án ért partot a Victoria-kikötőbe

Hongkongot a háború után meglepően gyorsan helyreállították. 1945 novemberéig a gazdaság olyan szinten helyreállt, hogy a kormányzati ellenőrzéseket megszüntették és visszaállították a szabad piacot. A lakosság 1946 elejére körülbelül egymillióra gyarapodott és ezt a Kínából való bevándorlásnak köszönhette. A háború utáni években az európai gyarmattartó hatalmak felismerték, hogy nem tudják úgy felügyelet alatt tartani gyarmataikat, mint azelőtt. A kínai emberek többé nem voltak eltiltva bizonyos tengerpartoktól vagy a Victoria Csúcstól.

## Fordítás
- Ez a szócikk részben vagy egészben  a   Japanese occupation of Hong Kong című angol Wikipédia-szócikk ezen változatának fordításán alapul.  Az eredeti cikk szerkesztőit annak laptörténete sorolja fel. Ez a jelzés csupán a megfogalmazás eredetét és a szerzői jogokat jelzi, nem szolgál a cikkben szereplő információk forrásmegjelöléseként.